# Josep de Olives Magarola
Josep de Olives Magarola (Ciutadella, Menorca, 1 de juliol de 1861 - ? 1933) fou un polític i propietari menorquí, diputat i senador a les Corts Espanyoles durant la restauració borbònica.

## Biografia
Propietari menorquí, es casà amb María del Carmen Despujol Chaves i el 1905 va adquirir als cotoner la mansió Can Sales Menor a Palma. Fou elegit diputat pel districte de Maó a les eleccions generals espanyoles de 1907 pel Partit Conservador, i senador per les Illes Balears el 1903-1904 i 1914-1915.